# Vanina Guerillot
Vanina Guerillot de Oliveira (* 3. Juli 2002) ist eine portugiesische Skirennläuferin.

## Leben
Ihr Vater ist Franzose, ihre Mutter ist in Grenoble geborene Portugiesin, Tochter einer portugiesischen Familie aus Atães (Guimarães). Sie registrierten ihre ebenfalls in den Französischen Alpen geborene Tochter im Alter von sechs Monaten als portugiesische Staatsbürgerin. Sie wuchs danach auch dort auf, im Chartreuse-Gebirge, 50 Meter von den Skianlagen von Saint-Hilaire-du-Touvet entfernt, wo sie seit ihrem zweiten Lebensjahr Ski fuhr. Seit ihrem fünften Lebensjahr trainiert sie professionell.
Trainiert wird sie von ihrem Vater Yannick Guérillot, dieser war selbst ein französischer Skisportler. Auf Grund der großen Konkurrenz an französischen Skisportlern und der weitaus geringeren Konkurrenz an portugiesischen Skirennfahrern riet ihr Vater zum Start für den portugiesischen Wintersportverband Federação de Desportos de Inverno de Portugal, der sich auf Grund ihres Talentes für sie interessierte. Da sie sich durch ihre regelmäßigen Familienbesuche in Portugal dem Land ohnehin stark verbunden fühlte, startete sie für Portugal.
Im Sommer 2018 startete sie bei ihren ersten FIS-Rennen in Tiffindell in Südafrika. Dort schaffte sie nach Platz vier im ersten Rennen mit Rang zwei auch ihren ersten Podestplatz in einem FIS-Rennen. Am 22. Dezember folgte ihr Debüt im Weltcup beim Slalom von Courchevel, wobei sie sich jedoch nicht für den zweiten Durchgang qualifizieren konnte. Im weiteren Verlauf der Saison 2018/19 trat sie bei den Alpinen Skiweltmeisterschaften in Åre erstmals bei einem Großereignis an den Start.
In den darauf folgenden Jahren startete sie hauptsächlich bei FIS-Rennen und weiteren internationalen Events, wie den Olympischen Winterspielen 2022.
Sie wohnt in Bozel im Département Savoie in den französischen Alpen.

## Erfolge

### Olympische Spiele
- Peking 2022: 43. Riesenslalom, DNF Slalom

### Weltmeisterschaften
- Åre 2019: 37. Slalom, 59. Riesenslalom
- Cortina d’Ampezzo 2021: DNF Slalom, DNS Riesenslalom

### Olympische Jugendspiele
- Lausanne 2020: 28. Super-G, DNF Super-Kombination, DNF Riesenslalom, DNF Slalom

### Juniorenweltmeisterschaften
- Fassatal 2019: 38. Slalom, DNF Super-G, DNF Super-Kombination, DNF Riesenslalom
- Narvik 2020: 24. Super-Kombination, 36. Super-G, 60. Riesenslalom

### World University Games
- Bardonecchia 2025: 29. Slalom, 36. Riesenslalom

### Weitere Erfolge
- 8 Platzierungen unter den besten 10, davon 2 Podestplätze
- Portugiesische Meisterin im Slalom (2025)